# You Only Live Once (canción de The Strokes)
«You Only Live Once» —en español: «Solamente vives una vez»— es una canción de la banda estadounidense The Strokes, lanzada como sencillo el 24 de julio de 2006.
Pertenece al disco First Impressions of Earth el tercer disco de estudio The Strokes, producido por Gordon Raphael y la letra escrita por Julian Casablancas. 
Tiene dos videos oficiales, uno dirigido por Samuel Bayer en 2006, donde se encuentran encerrados en un cuarto donde se empieza a llenar de una sustancia parecida a la nicotina, en este vídeo apreciamos a todos los integrantes vestidos de blanco y al frontman Julian Casablancas con una chaqueta simulando una mesa de ajedrez. 
Otro video dirigido por Warren Fu en 2007, video con referencias a «Ize of The World» y una manera diferente de ver el mundo donde el mensaje es que aproveches tu tiempo, dicho artista también ha hecho el logo, varios videos y gráficas para la banda. Y varias actuaciones grabadas en vivo, una de ellas fue presentada por The Strokes para MTV, en diciembre de 2005.

## Lista de canciones

### 7" (Reino Unido y Europa)
1. «You Only Live Once»
2. «Mercy Mercy Me (The Ecology)» (feat. Eddie Vedder & Josh Homme)